# Chrysophyllum argenteum
Chrysophyllum argenteum är en tvåhjärtbladig växtart som beskrevs av Nikolaus Joseph von Jacquin. Chrysophyllum argenteum ingår i släktet Chrysophyllum och familjen Sapotaceae.

## Underarter
Arten delas in i följande underarter:
- C. a. argenteum
- C. a. auratum
- C. a. ferrugineum
- C. a. nitidum
- C. a. panamense